# Saint-Martin-de-Vers
Saint-Martin-de-Vers är en kommun i departementet Lot i regionen Occitanien i södra Frankrike. Kommunen ligger i kantonen Lauzès som tillhör arrondissementet Cahors. År 2018 hade Saint-Martin-de-Vers 107 invånare.

## Befolkningsutveckling
Antalet invånare i kommunen Saint-Martin-de-Vers
| Referens: INSEE |